# Жінки плачуть
Жінки плачуть (болг. Жените наистина плачат) — болгарський драматичний фільм 2021 року, написаний і режисований Веселою Казаковою та Міною Мілевою, у головних ролях — Марія Бакалова, Весела Казакова, Біляна Казакова, Йосиф Сурчаджиєв і Раліца Стоянова. Дії фільму розгортаються у Софії та описує історію 19-річної Соні, якій встановлено діагноз ВІЛ, і жінок у її сім'ї, що об'єднуються, щоб стати їй опорою та підтримкою.
Фільм був вперше показаний на Каннському кінофестивалі 2021 року, де він брав участь у розділі «Un Certain Regard», а також був представлений на кінофестивалях у Глазго та на південному заході. Пізніше він вийшов у прокат у кінотеатрах Болгарії та Франції та отримав позитивні відгуки від критиків.

## Сюжет
Молода музикантка, на ім'я Соня, яка є перспективною та, дійсно, талановитою у свої 19 років, отримує шокуючу новину про діагноз ВІЛ. Після того, як вона залишає музичну консерваторію, Соня отримує підтримку від своєї сестри Лори, яка працює кранівником, щоб підтримувати сім'ю, та їхньої нещасної матері Анни. Криза, з якою зіткнулася Соня, об'єднує два покоління жінок: сестер та племінниць, які по черзі пережили безперервне мізогінство, ганьбу та гомофобію. Жінки також спільно переносять травму від насильства у власній родині, яка повільно виходить на поверхню, чим більше часу вони проводять разом, вчаться висловлювати свої емоції та проходити через періоди суму.

## Акторський склад
- Марія Бакалова — Соня
- Весела Казакова — Йоана
- Біляна Казакова — Вероніка
- Батько — Йосип Сурчаджиєв
- Раліца Стоянова — Лора
- Добріела Попова в ролі Тіни
- Катя Казакова — Анна
- Росіца Гевренова — Марія
- Сіана Георгієва — Катерина
- Драгомір Костадінов — Драго

## Вихід фільму у прокат/Перший показ
Світова прем'єра фільму відбулася на Каннському кінофестивалі у секції «Un Certain Regard» 14 липня 2021 року. У внутрішньому кіносередовищі він вперше був показаний 15 вересня 2021 року на Sofia Film Fest, а потім представлений на кінофестивалі в Корку 7 листопада 2021 року, фестивалі в Глазго 9 березня 2022 року та SXSW 12 березня 2022 року. Фільм вийшов у прокат у Болгарії 17 вересня 2021 року та у Франції 9 березня 2022 року.

## Відгуки/Професійна та аматорська оцінка
На сайті-агрегаторів рецензій Rotten Tomatoes фільм має рейтинг схвалення на рівні 73 % на основі 15 відгуків, із середнім рейтингом 5,8/10.